# Martial Guédron
Martial Guédron est un historien d'art qui enseigne à l’Université de Strasbourg. Il est membre associé de l'atelier de Didactique visuelle de la Haute École des Arts du Rhin. 

## Travaux
Il étudie les liens entre les sciences et les arts, en particulier les modèles épistémologiques dans les représentations du corps humain depuis le XVIIIe siècle. Il a publié de nombreux articles et plusieurs ouvrages ayant trait à
l'anatomie artistique, à la physiognomonie,, aux
représentations de la beauté idéale, à la caricature,, à la dialectique de l'homme et de l'animal et aux
expressions paradoxales. 
Ses travaux portent sur les modèles et les contre-modèles dans les systèmes de classification des individus, ainsi que sur les figures de l'hybride, du monstrueux et du grotesque, en particulier dans les arts graphiques et l'illustration scientifique.
Il a contribué à plusieurs expositions : Homme-Animal, Histoires d'un face à face, avec Laurent Baridon, Musées de Strasbourg (2004) ; Les relations de Monsieur Wiertz, Musée provincial Félicien Rops et maison de la Culture de la Province de Namur (2007) ; Figures du corps. Une leçon d'anatomie à l'École des Beaux-Arts, Paris, École Nationale Supérieure des Beaux-Arts (2008) ; Beautés monstres. Curiosités, prodiges et phénomènes, Nancy, Musée des Beaux-Arts (2009) ; Jean Jacques Lequeu (1757-1826). Bâtisseur de fantasmes, Paris, Petit Palais, (2018), Rire à pleines dents. Six siècles de satire graphique, Strasbourg, Musée Tomi Ungerer - Centre international de l'illustration (2021-2022),.
De 2016 à 2025, il a dirigé la collection « Cultures visuelles » aux Presses Universitaires de Strasbourg, y encourageant une grande diversité des problématiques liées à l'image.

### Ouvrages
- La plaie et le couteau. La sensibilité anatomique de Théodore Géricault, Paris, Kimé, 1997
- Peaux d'âmes. L'interprétation physiognomonique des œuvres d'art, Paris, Kimé, 2001
- De chair et de marbre. Imiter et exprimer le nu en France (1745-1815), Paris, Honoré Champion, 2003
- L'art de la grimace. Cinq siècles d'excès de visage, Paris, Hazan, 2011[14]
- Visage(s). Sens et représentations en Occident, Paris, Hazan, 2015[15]
- Les monstres. Créatures étranges et fantastiques, de la préhistoire à la science-fiction, Paris, Beaux-Arts éditions, 2018

En collaboration avec Laurent Baridon :
- Corps et arts. Physionomies et physiologies dans les arts visuels, Paris, L'Harmattan, 1999
- Homme-Animal, Histoire(s) d'un face à face, Paris, Adam Biro ; Musées des Strasbourg, 2004[8]
- L’art et l’histoire de la caricature, Paris, Citadelles & Mazenod, 2005 (réédition 2009[7], réédition augmentée en 2015[16], augmentée et révisée en 2021)

En collaboration avec Sophie Harent :
- Beautés monstres. Curiosités, prodiges et phénomènes, Paris, Somogy et musée des Beaux-Arts de Nancy, 2009
- Rire avec les monstres. Caricature, étrangeté et fantasmagorie, Paris, Illustria et Amis du musée des Beaux-Arts de Nancy, 2010

En collaboration avec Annika Petersen, Klara Tuszynski et Coline Valdenaire :
- Monstres, merveilles et créatures fantastiques, Paris, Hazan, 2011

En collaboration avec Temenuzhka Dimova et Mylène Mistre-Schaal :
- L'emprise des sens. Le goût, l’odorat, l’ouïe, la vue, le toucher, Paris, Hazan, 2016

En collaboration avec Laurent Baridon et Jean-Philippe Garric :
- Jean Jacques Lequeu (1757-1826). Bâtisseur de fantasmes, catalogue de l’exposition du Petit Palais, (co-direction de l’ouvrage et commissariat de l’exposition en collaboration avec Laurent Baridon, Jean-Philippe Garric, Corinne Le Bitouzé et Joëlle Raineau), Paris, Petit Palais/BnF/Éditions Norma, 2018.
- Jean Jacques Lequeu. Lexique, Paris, Éditions B2, 2018.

En collaboration avec Thérèse Willer :   
- Rire à pleines dents. Six siècles de satire graphique, Musées de Strasbourg, 2021

### Entretiens
- « Grimaces, sourire, selfie : Nous et nos visages », Le Paratonnerre, http://leparatonnerre.fr/2017/10/30/grimaces-sourire-selfie-nous-et-nos-visages/
- « Les monstres : Cette étrange séduction » Le Paratonnerre, http://leparatonnerre.fr/2020/04/08/les-monstres-cette-etrange-seduction/

### Articles
- "Il maiale politico. Variazioni su di una figura d’infamia" in: Qualestoria. Rivista di storia contemporanea, L,  1, Giugno 2022", EUT Edizioni Università di Trieste, Trieste, 2022, pp. 41-52 https://www.openstarts.units.it/handle/10077/33936.
- Avec Laurent Baridon et Jean-Philippe Garric, « Anachronisme et interprétation : l’historiographie de Jean Jacques Lequeu », Perspective, 1 | 2018, 129-144 [mis en ligne le 31 décembre 2018, consulté le 31 janvier 2022. URL : http://journals.openedition.org/perspective/9493 ; DOI : https://doi.org/10.4000/perspective.9493].
- Martial Guédron, « Il tire la langue. À partir d’un dessin de Jean-Jacques Lequeu », RadaR, no 4,‎ 2019 (DOI 10.57086/radar.244 )
- Martial Guédron, « Excusez du peu ! Notes sur la réception de la “Pietà Rondanini” de Michel-Ange », Source(s), no 1,‎ 2012 (DOI 10.57086/sources.462 )
- Martial Guédron, « L'imaginaire des fluides au XVIIIe siècle », Sociétés & Représentations, no 28,‎ 2009, p. 173-186 (DOI 10.3917/sr.028.0173 )
- Martial Guédron, « Physiognomonie de l’Autre : des caricatures de la nature à la ségrégation sociale », Études françaises, vol. 49, no 3,‎ 2013, p. 15-31 (DOI 10.7202/1021200ar ).